# Kirsten Emmelmannová
Kirsten Emmelmannová, rozená Siemonová (* 19. dubna 1961, Warnemünde), je bývalá německá atletka, běžkyně, která reprezentovala tehdejší Německou demokratickou republiku.
Na letních olympijských hrách v jihokorejském Soulu v roce 1988 vybojovala společně s Dagmar Neubauerovou, Sabine Buschovou a Petrou Müllerovou bronzové medaile ve štafetovém závodě na 4 × 400 metrů.
Úspěšná byla také v běhu na 200 metrů. V této disciplíně vybojovala na halových mistrovství Evropy v letech 1985 až 1987 kompletní sadu medailí.